# Conus spurius
Conus spurius är en snäckart som beskrevs av Gmelin 1791. Conus spurius ingår i släktet Conus och familjen kägelsnäckor.

## Underarter
Arten delas in i följande underarter:
- C. s. aureofasciatus
- C. s. spurius
- C. s. atlanticus

## Bildgalleri

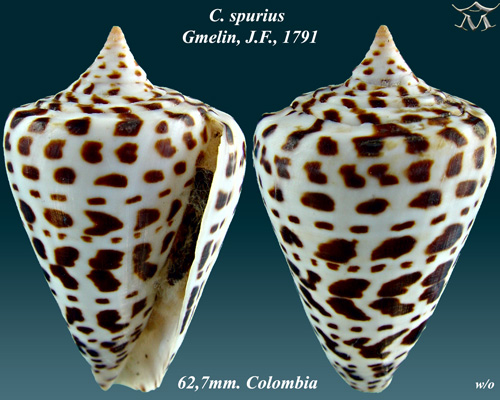
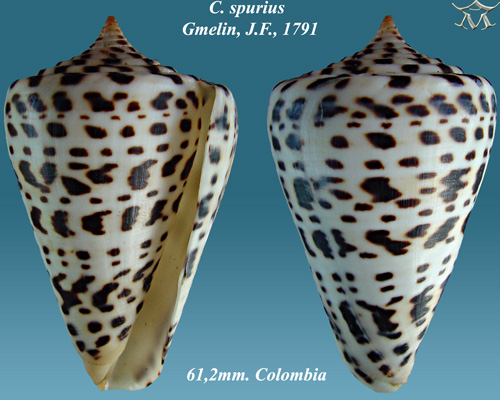
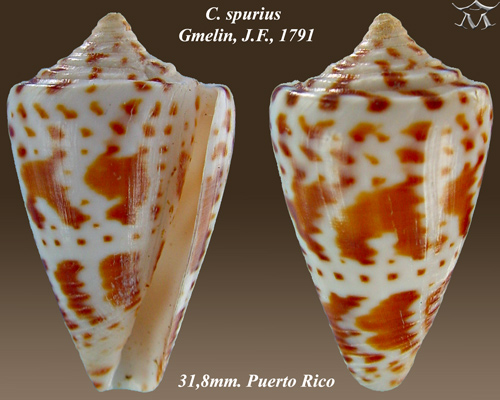
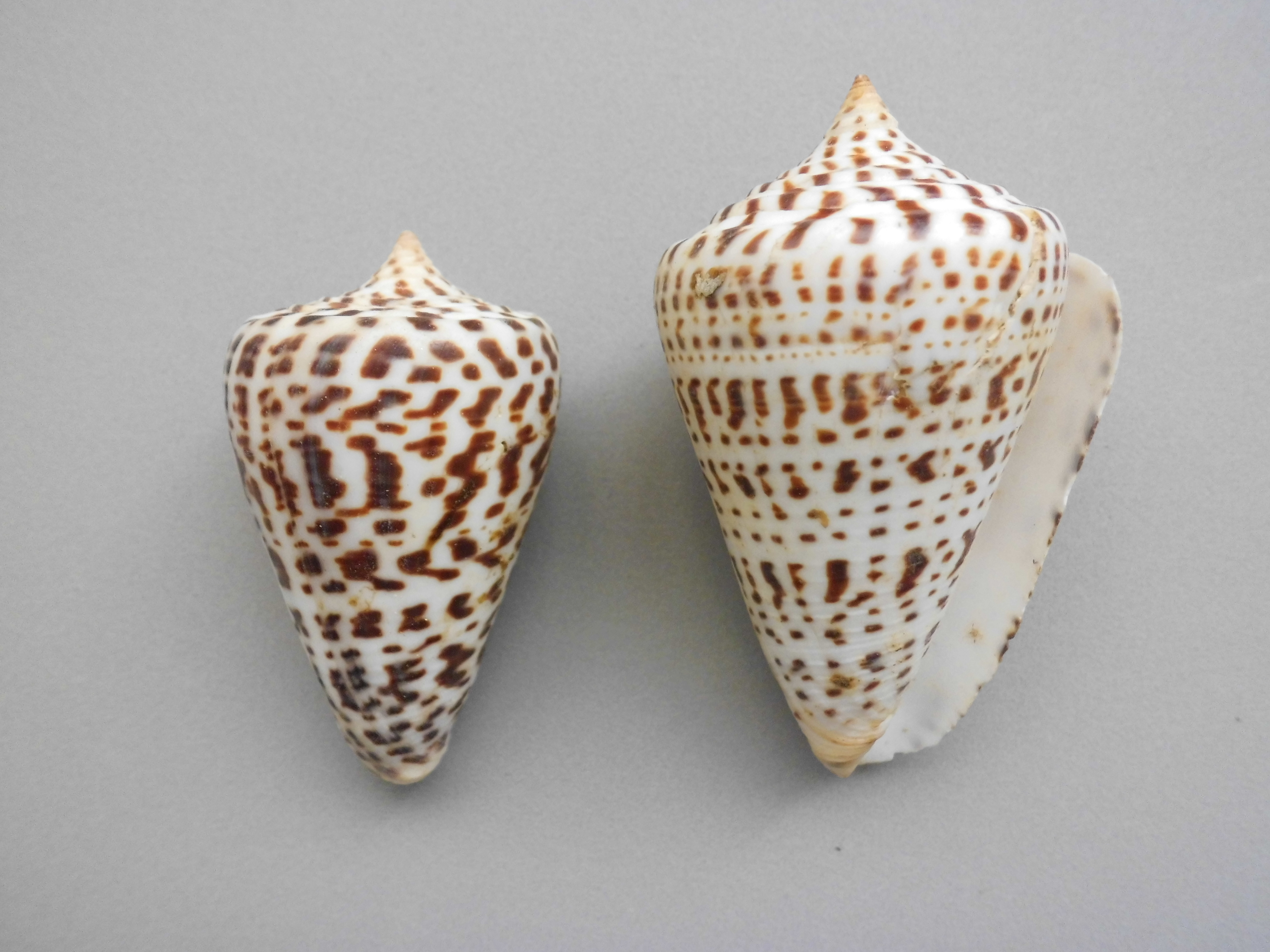
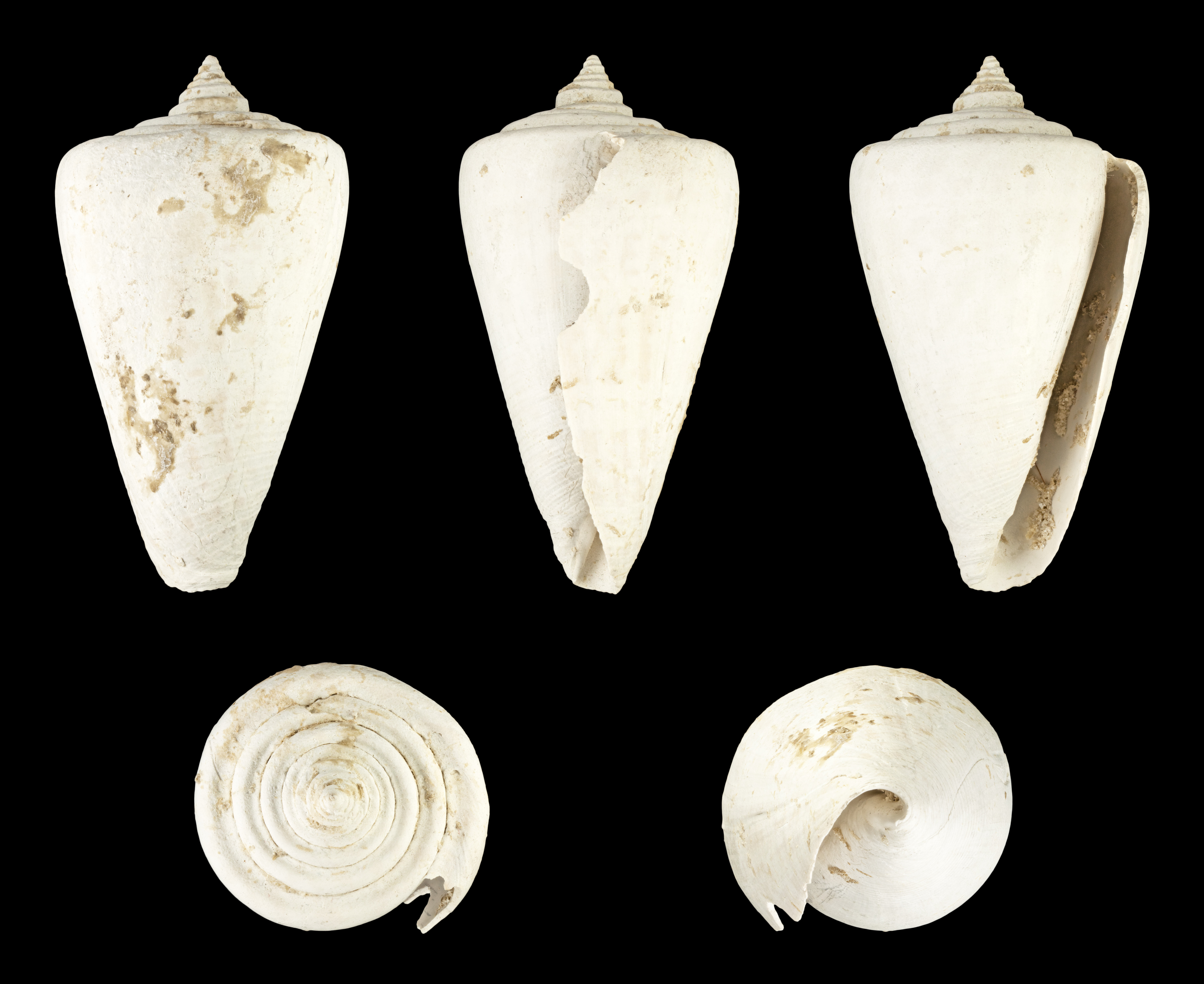
Pliocen